# Bachia dorbignyi
Bachia dorbignyi là một loài thằn lằn trong họ Gymnophthalmidae. Loài này được Duméril & Bibron mô tả khoa học đầu tiên năm 1839.

## Hình ảnh

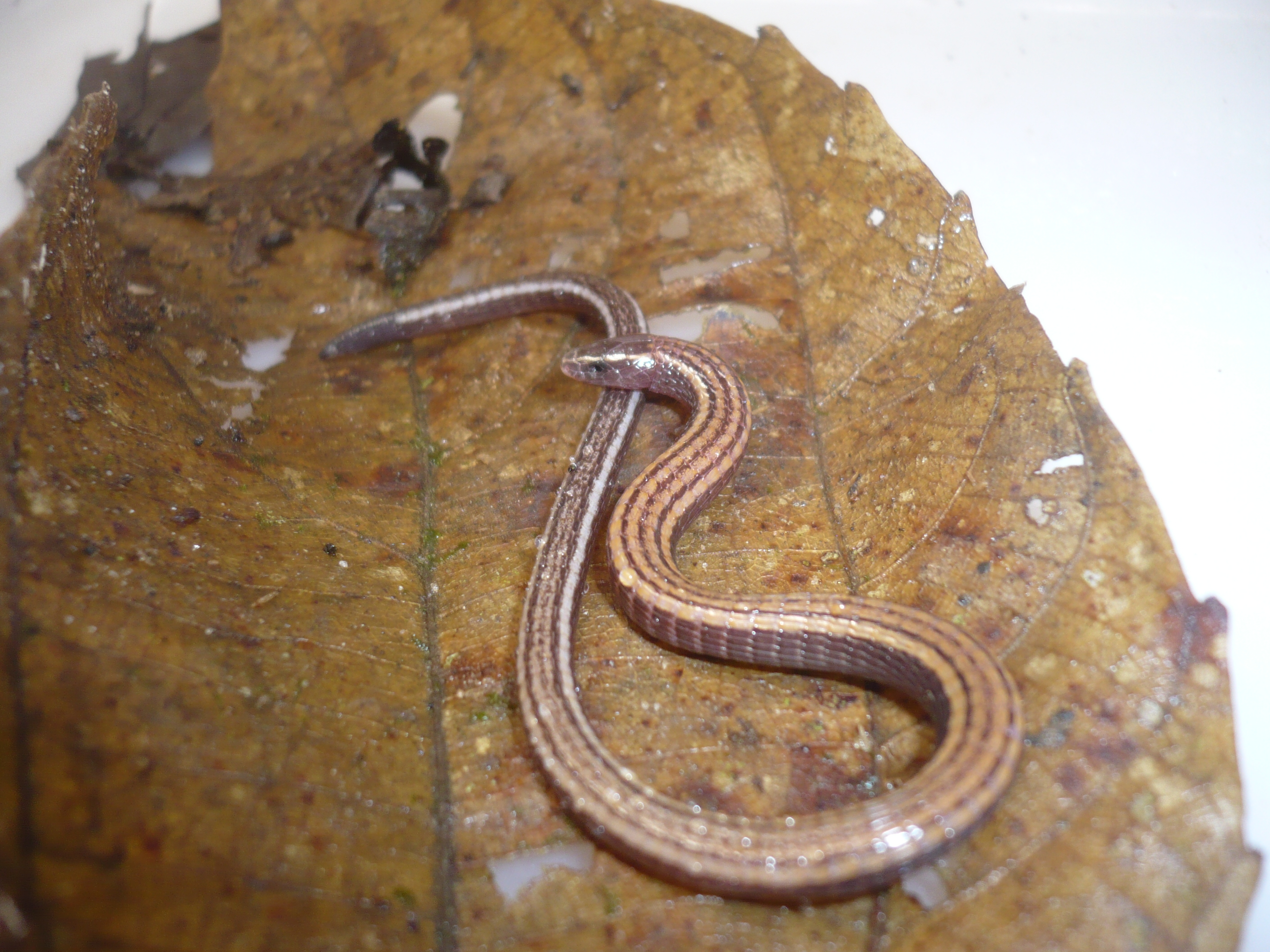